# (2359) Debehogne
(2359) Debehogne – planetoida z grupy pasa głównego asteroid okrążająca Słońce w ciągu 3 lat i 284 dni w średniej odległości 2,42 au. Została odkryta 5 października 1931 roku w Landessternwarte Heidelberg-Königstuhl, w Heidelbergu przez Karla Reinmutha. Nazwa planetoidy została nadana na cześć belgijskiego astronoma Henriego Debehogne (ur. 1928), odkrywcy 717 planetoid. Nazwę zaproponował Edward Bowell. Przed jej nadaniem planetoida nosiła oznaczenie tymczasowe (2359) 1931 TV.